# Tokarnia (województwo małopolskie)
Tokarnia – wieś w Polsce, położona w województwie małopolskim, w powiecie myślenickim, w gminie Tokarnia. Siedziba gminy Tokarnia.

## Położenie
Miejscowość położona jest w dolinie dużego potoku Krzczonówka, który oddziela Beskid Makowski od Beskidu Wyspowego. Pola uprawne i zabudowania Krzczonowa znajdują się w dolinie potoku oraz wysoko podchodzą na północno-wschodnie i wschodnie stoki Zębalowej należącej do Beskidu Wyspowego, i południowe i zachodnie masywu Beskidu Makowskiego. Przez Tokarnię, wzdłuż Krzczonówki biegnie droga łącząca Pcim z Skomielną Czarną.
W latach 1975–1998 miejscowość położona była w województwie krakowskim. Nazwa miejscowości pochodzi od tokowiska cietrzewi (stąd cietrzew na tarczy herbu Tokarni).

## Integralne części wsi Tokarnia
| przysiółki | Więcierza |
| części wsi | Debenosy, Bierówki, Blech, Bryle, Brzegi, Bugaje, Choboty, Durkowa, Dział Niżny, Dział Wyżny, Dziubras, Dziury, Fułowa, Gębkowa, Granice, Guzówka, Gwizdowa, Hanuski, Kanie, Kasperki, Kiełtyki, Kluski, Knapy, Koczury, Kostruchy, Kudły, Kusiki, Luberdy, Łocki, Madonie, Mizery, Molusy, Parchule, Perły, Proszkowa, Przysłop, Szewcówka, Tarnów, U Florka, U Kota, Urbany, Wierdonki, Za Górą, Zagroda, Zamkówka |

## Zarys historii
We wsi znajdował się drewniany kościół Matki Boskiej Śnieżnej z XVIII wieku, przebudowany w XIX i XX wieku. Obecnie znajduje się on w skansenie w Zubrzycy Górnej.
4 grudnia 1944 hitlerowcy spacyfikowali wieś. W wyniku akcji śmierć poniosło 5 osób. Niemcy spalili 27 budynków.

## Zabytki
Obiekt wpisany do rejestru zabytków nieruchomych województwa małopolskiego.
- Kaplica drewniana pw. MB Śnieżnej (została przeniesiona do skansenu w Zubrzycy Górnej), park dworski.

## Oświata
W Tokarni funkcjonują następujące szkoły:
Szkoła Podstawowa nr 1 im. KPM
Szkoła Podstawowa nr 2 im. Stanisława Marusarza

## Religia
Kościół parafialny: murowany, wybudowany w latach 2001–2006 należący do tutejszej parafii. Na zboczach Urbaniej Góry usytuowana jest Kalwaria Tokarska – cykl rzeźb wykonanych przez tutejszego kościelnego, Józefa Wronę, w latach 70. XX wieku. W Tokarni podczas Niedzieli Palmowej odbywa się procesja z palmami i figurą Chrystusa na osiołku.

## Osoby związane z miejscowością
- Mieczysław Józef Targowski-Tarnawa (ur. 1 stycznia 1891, zm. wiosną 1940 w Charkowie) – porucznik taborów Wojska Polskiego, kawaler Orderu Virtuti Militari, ofiara zbrodni katyńskiej.

## Galeria

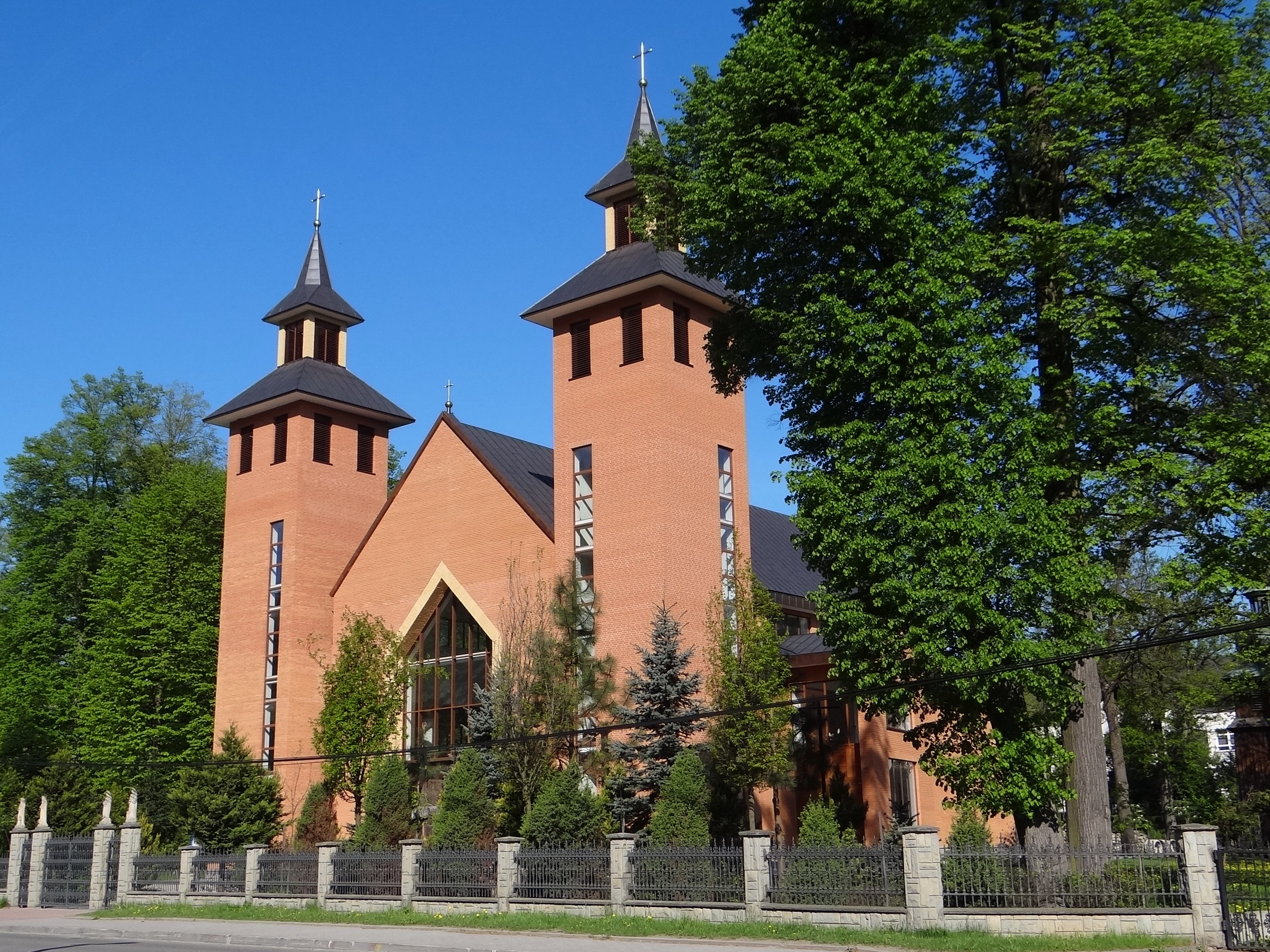
Kościół w Tokarni
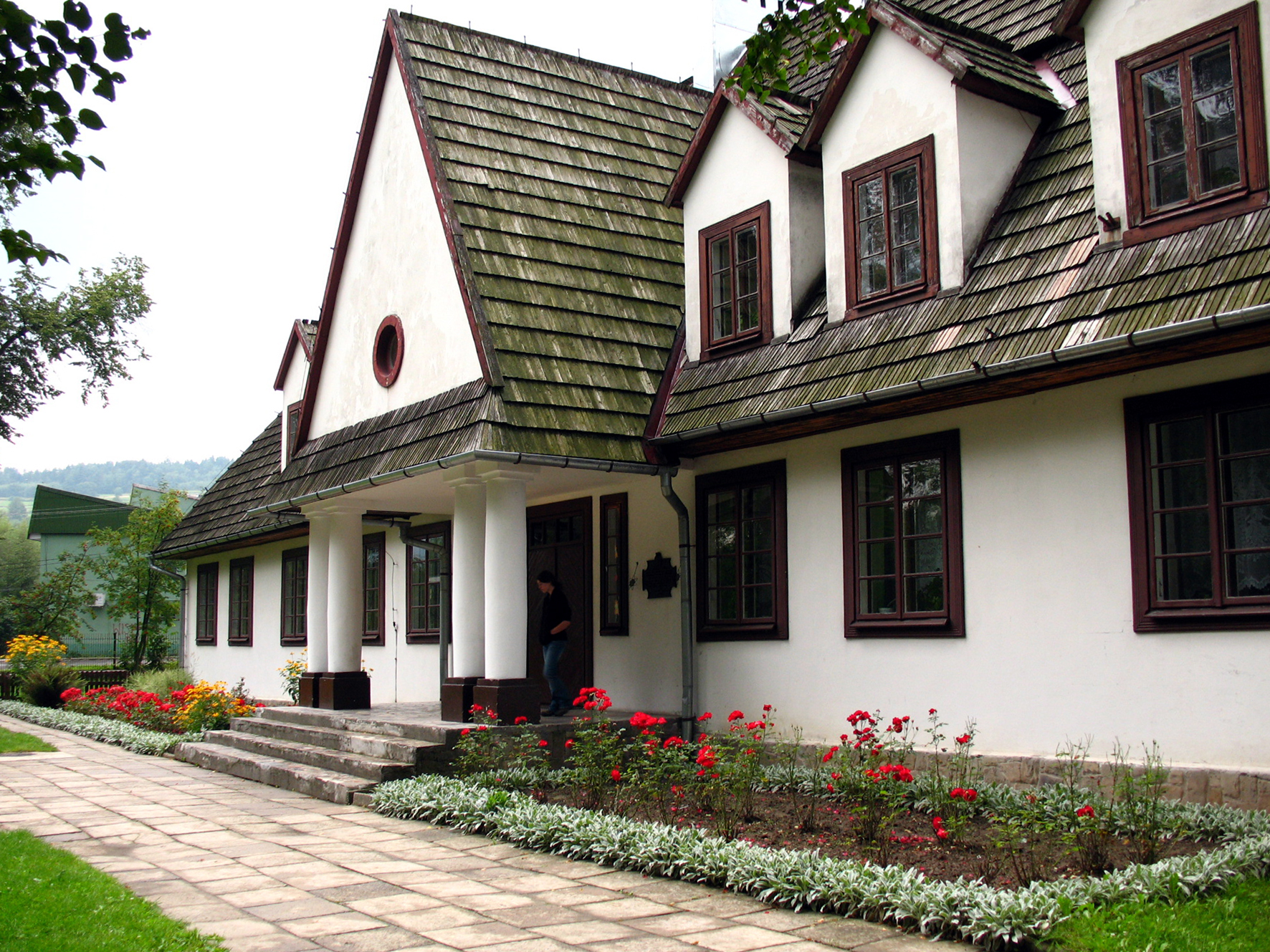
Zabytkowy dworek (obecnie przedszkole)
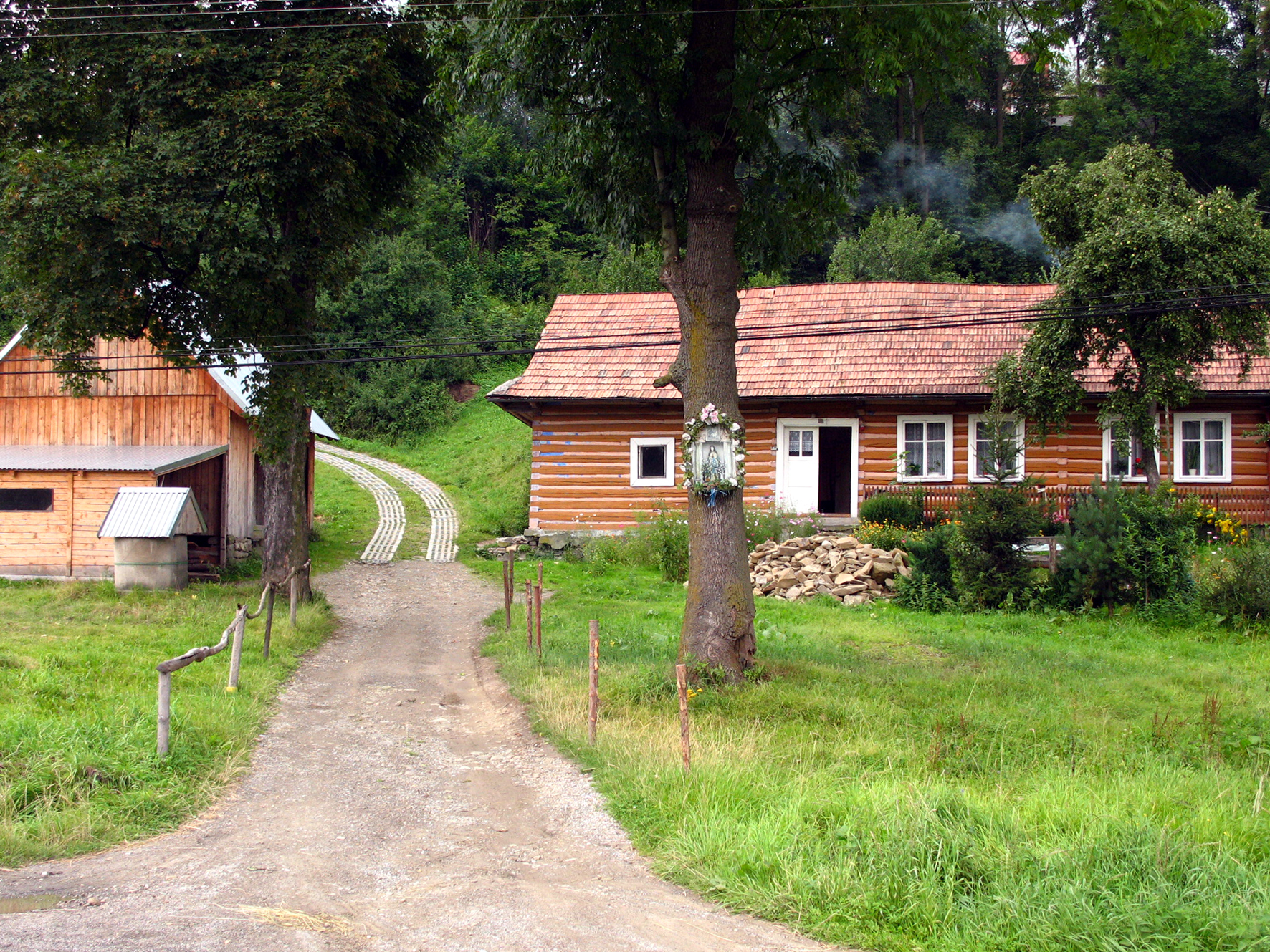
Stary dom przy głównej drodze